# اچ‌ام‌اس اسلینگر (۱۹۱۷)
اچ‌ام‌اس اسلینگر (۱۹۱۷) (به انگلیسی: HMS Slinger (1917)) یک کشتی بود. این کشتی در سال ۱۹۱۷ ساخته شد.